# Дражан Єркович
Дра́жан Є́ркович (хорв. Dražan Jerković, * 6 серпня 1936 — † 9 грудня 2008) — югославський і хорватський футболіст-нападник, а згодом — тренер. Один з найкращих бомбардирів чемпіонату світу 1962 року.

## Футболіст
З юних років Дражан входив до загребського футбольного клубу «Динамо». З цією командою нападник здобув югославське чемпіонство у 1958 році та виграв два кубки країни — так звані Кубки маршала Тіто у 1960-у й 1965 роках. За 11 років виступів з «Динамо» (1954-1965 роки) Дражан відіграв 315 матчів, а у них забив 300 голів. Тобто шанс, що він впродовж матчу заб'є бодай один гол, становив аж 95 %, натомість воротарі суперника були змушені вдовольнятися 5 % — такими були їхні шанси на те, аби зберегти ворота «сухими». Найрезультативнішим для Дражана став сезон 1961/1962. Тоді він забив 16 м'ячів і став найкращим бомбардиром того року в чемпіонаті Югославії.
Дивовижні гольові успіхи форварда не пройшли повз увагу тренерів збірних. Адже, оскільки Хорватія у ті роки входила до складу Югославії, то Єрковіч грав за обидві збірні — і хорватську, і головну — Югославську. Спершу 1956 року його взяли до себе хорвати й 12 вересня у Загребі він зіграв у товариському матчі з Індонезією, в якому балканці перемогли своїх азійських суперників з рахунком 5:2.
Згодом Єрковіча захотів бачити у складі своєї команди та головний тренер збірної Югославії. Дражан був заявлений у її складі на Чемпіонат світу 1958 року й перебував у таборі команди, але не зіграв з нею жодного матчу. Тому дебют Єрковіча у головній збірній, яа репрезентувала країну на всіх головних змаганнях, відбувся 1960 року. У югославській футболці Єрковіч виступав впродовж чотирьох років. За той час провів 21 гру й відзначився голами у воротах супреників 11 разів.
Першу славу форварду принесла в збірній участь у Чемпіонаті Європи 1960 року. У півфінальному матчі з Францією Дражан двічі засмучував воротаря супреників, а югослави перемогли 5:4. Щоправда, у фіналі команда Єрковіча поступилась СРСР і югослави, а серед них і хорватський нападник, були змушені повертатися додому лише зі срібними нагородами. На хвилі слави Дражан перебував у 1962 році, коли продемонстрував чудову забивну майстерність на Чемпіонаті світу з футболу, що проходив у Чилі. Єрковіч забив 4 голи й став того року одним з п'ятьох володарів Золотого бутса.
У 1965 році хорватський нападник вирішив спробувати себе у іншому чемпіонаті й перейшов до бельгійського клубу «Гантуазе». Однак пробув там лише рік. На одному з тренувань Дражан дістав травму і контракт з ним було розірвано. Нападник був змушений повертатися додому й завершити кар'єру гравця.

## Тренерська робота й завершення життя
Одразу після завершення кар'єри гравця Дражан з 1966 року взявся до тренерської роботи у рідному «Динамо». Згодом він обіймав посаду технічного директора. 1971-го Дражан повернувся до збірної Югославії, але тепер як тренер-селекціонер. Того року югослави перемогли у Середземноморських іграх, що проходили в турецькому місті Ізмір. У 1972 році вдруге вирішив спробувати іноземного «хліба» й працював протягом наступних кількох років тренером у Австрії в тамтешніх клубах «INCO Кляґенфурт» та «Філлах».
У 1975 році Дражан повернувся до рідної Хорватії й спершу рік попрацював у клубі «Динамо» Вінковці. А з 1976 році вдруге повернувся у загребське «Динамо». Там знову займався тренерською роботою до 1982 року. Тоді у ранзі тренера-селекціонера їздив на Чемпіонат світу до Іспанії.
По поверненні у Хорватію Дражан пішов на роботу спортивним директором у вінковицьке «Динамо», де пробув до 1989 року. У 1990 році Єрковіч став першим тренером збірної Хорватії після відділення від Югославії. Під його проводом новостворена національна команда обіграла США, Румунію і Словенію. 24 липня 1992 року Єрковіч пішов з посади головного тренера. Він мав іншму роботу, бо з 1989-го його взяли на посаду спортивног директора в загребське «Динамо». На цій роботі Дражан працював до 2000 року, коли уже почало «здавати» здоров'я.
З початку нового тисячоліття Дражан часто хворів на цукровий діабет. 2 грудня 2008 року Єрковічу ампутовано ліву ногу, а через сім днів він помер.

## Титули та досягнення
- Віцечемпіон Європи: 1960
- Найкращий бомбардир чемпіонату Європи: 1960 (2 голи, разом з Міланом Галичем, Валентином Івановим, Віктором Понєдєльніком, Франсуа Еттом)